# Belagumba, Tumkur
Belagumba là một làng thuộc tehsil Tumkur, huyện Tumkur, bang Karnataka, Ấn Độ.